# Радваньский десант
Радваньский десант — тактический десант, высаженный 28 — 30 марта 1945 года катерами Дунайской военной флотилии в ходе Венской наступательной операции во время Великой Отечественной войны.

## План и подготовка операции
На начальном этапе Венской операции (началась 16 марта 1945 года) советские войска разбили группировку частей немецко-венгерской группы армий «Юг» (командующий генерал пехоты Отто Вёлер) на правом, венгерском, берегу Дуная в районе Эстергом — Тата (см. Эстергомский десант). Однако на левом, чехословацком, берегу Дуная части 8-й немецкой армии (командующий генерал горных войск Ханс Крейзинг) упорно оборонялись, остановив наступление войск 7-й гвардейской армии (командующий генерал-полковник М. С. Шумилов) 2-го Украинского фронта (командующий — Маршал Советского Союза Р. Я. Малиновский).
С целью добиться перелома в боевых действиях, командующий фронтом приказал командующему Дунайской флотилии контр-адмиралу Г. Н. Холостякову высадить речной десант в прибрежном селе Радвань (Радвань-над-Дунаем), в тридцати километрах выше Парканя. Срок для подготовки операции был сжатый. Выделенные для десанта части морской пехоты в намеченный срок не успели прибыть в исходный пункт десанта — венгерский городок Несмей, что сорвало ночную высадку. Поэтому командующий флотилией принял решение высаживаться днём 28 марта 1945 года. Первая половина дня 28 марта была максимально использована для уничтожения немецкой обороны на участке высадки сосредоточенным артиллерийским огнём и серией авиационных ударов.

## Ход операции
Высадка десанта была возложена на 2-ю бригаду бронекатеров флотилии (командир бригады капитан 2-го ранга А. Ф. Аржавкин, он же командир высадки). Для прикрытия десанта была выделена вся артиллерия флотилии и значительные силы из фронтовой артиллерии. Переход производился под артиллерийско-миномётным огнём противника. В первом броске действовали отряд высадки десанта (7 бронекатеров), отряд огневой поддержки (3 бронекатера), отряд обеспечения (9 минных катеров), отряд траления (1 бронекатер и 2 речных катера-тральщика). 
Первый эшелон десанта составлял 305-й отдельный батальон морской пехоты (450 человек), который был высажен около 16 часов. Затем очередными рейсами к концу того же дня была доставлена вся 83-я отдельная бригада морской пехоты (около 900 человек, командир бригады полковник Л. К. Смирнов), с 4 артиллерийскими орудиями, 41 миномётом и 25 противотанковыми ружьями. 
Противник обнаружил приближение советских катеров, высадка первого отряда десанта производилась с боем. Погибли при высадке 3 десантников, 22 были ранены, также получили ранения 8 членов экипажей катеров.
Первоначально были захвачены береговые укрепления противника. Затем бригада выбила противника из населенных пунктов Радвань и Моча. Оправившись от первоначальной внезапности и подтянув подкрепления, противник неоднократно переходил в контратаки. Однако в условиях одновременного удара с фронта и десанта с тыла, а также непрерывных ударов советской авиации по коммуникациям, немецкое командование не имело возможности сосредоточить для уничтожения десанта значительные силы.
Отразив разрозненные атаки, бригада стала продвигаться навстречу войскам 7-й гвардейской армии. Замысел советского командования оправдался — появление в тылу противника советских войск вынудило противника к отходу. Ночью катера доставили ещё подкрепление — 301 бойца с 2 орудиями и 18 противотанковыми ружьями. К утру 30 марта десантники вышли на окраину города Комарно и в течение дня совместно с подошедшими передовыми частями 7-й гвардейской армии освободили его. В ходе боя в порту Комарно катера флотилии дважды высаживали десантные группы, сыгравшие большую роль в успешном исходе боя.

## Значение операции
Освобождение Радвани и Комарно значительно ускорило продвижение советских войск по северному берегу Дуная к Братиславе, которое привело к разгрому противостоящей группировки противника.